# Richard Fox (évêque)
Pour les articles homonymes, voir Richard Fox et Fox.
 (octobre 2017).
Si vous disposez d'ouvrages ou d'articles de référence ou si vous connaissez des sites web de qualité traitant du thème abordé ici, merci de compléter l'article en donnant les références utiles à sa vérifiabilité et en les liant à la section « Notes et références ».

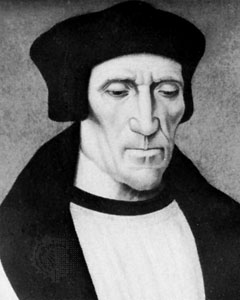
Richard Fox par le peintre flamand Joannes Corvus.

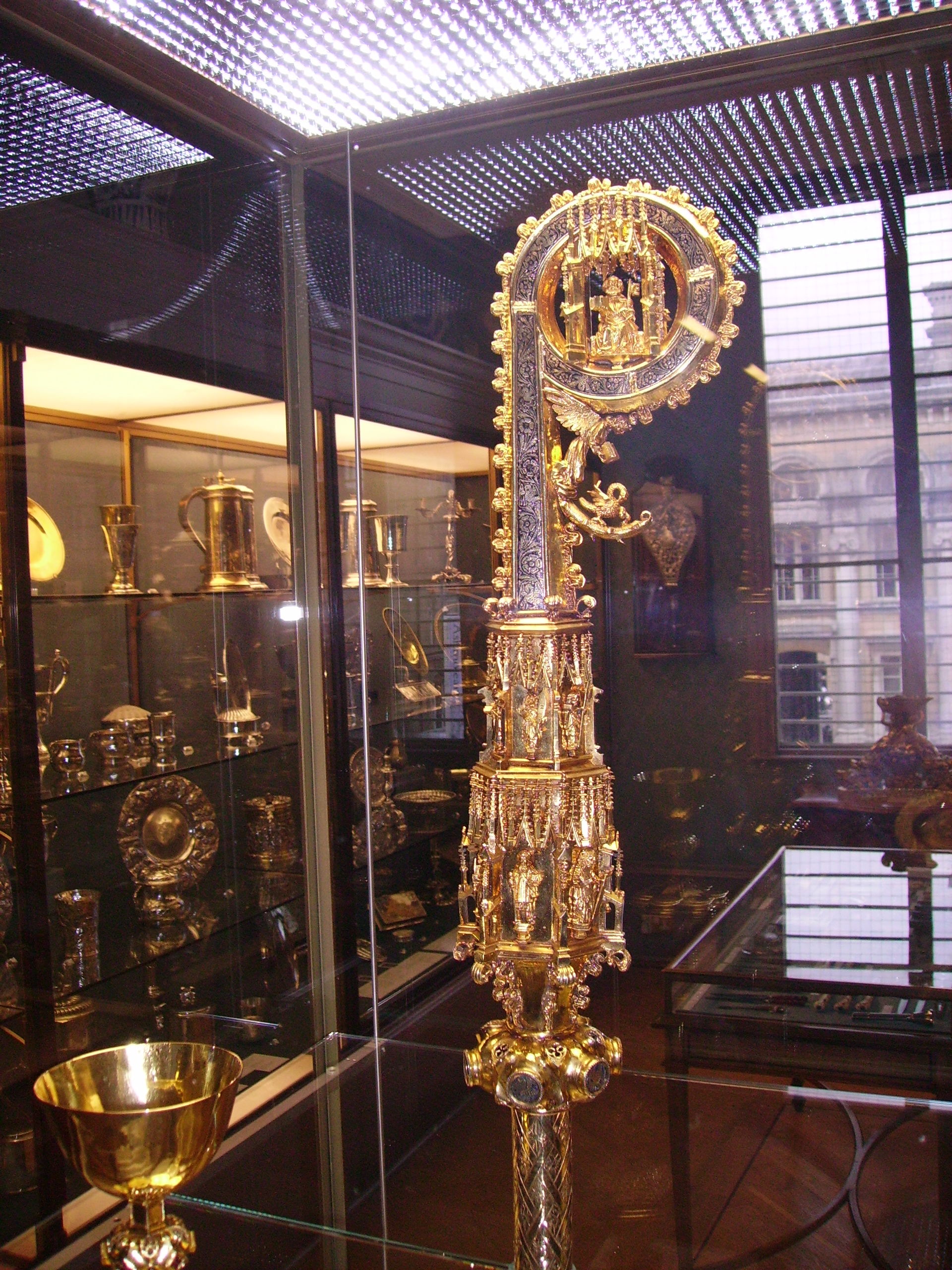
La crosse de l'évêque Fox, désormais au Ashmolean Museum.

Richard Fox — également orthographié Richard Foxe — (vers 1448, Ropsley, près de Grantham dans le Lincolnshire - 5 octobre 1528), est un évêque anglais.

## Biographie
Il jouit d'une grande faveur auprès d'Henri VII d'Angleterre contre Richard III. Il fut ainsi employé par le roi dans toutes ses négociations et dans les affaires les plus délicates, fut fait conseiller privé, garde des sceaux, principal secrétaire d'État, et obtint successivement les évêchés d'Exeter, de Bath, de Durham et de Winchester (1500).
Comme secrétaire d’État, il défendit lui-même le château de Norham contre les Écossais et signa la trêve de 1497 avec Jacques IV. Il négocia aussi le mariage de ce dernier avec Marguerite, fille d'Henri VII. 
Éclipsé par Thomas Wolsey sous Henri VIII d'Angleterre, il se retira dans son diocèse. L'université d'Oxford lui doit la fondation du Corpus Christi College en 1517, l'un des premiers où l'on ait enseigné le grec. À l'origine, Il souhaita faire du Corpus Christi College un lieu de formation des jeunes moines mais finalement ce lieu devient un centre pour l'étude des humanités et des sciences pour l'église et l'État. 